# Цежняк, Радослав
Радо́слав Ян Це́жняк (пол. Radosław Jan Cierzniak; род. 24 апреля 1983, Шамоцин) — польский футболист, вратарь.

## Биография

### Клубная карьера
Выступал за молодёжную команду «Сокол» из своего родного города Шамоцин. После выступал за клубы «МСП Шамотулы», «Любужаниг Дрезденко», «Обра Косьцян», «Спарта» (Оборники). Летом 2002 года перешёл в луцкую «Волынь», подписав годичный контракт. В команде не провёл ни одного матча, вскоре отправился во львовские «Карпаты», но и там не заиграл. После этого играл за «Стомиль Ольштын», «Алюминиум Конин».
В сентябре 2004 года перешёл в «Амику» из города Вронки. В основной команде дебютировал в групповом матче Кубка УЕФА против французского «Осера» (5:1), Цежняк вышел на поле на 37-й минуте вместо Аркадиуша Маляржа, на 47-й минуте Радослав был удалён. Летом 2006 года перешёл в познанский «Лех». В команде провёл всего 1 матч в Кубке Интертото против молдавского «Тирасполя» (1:3). Зимой 2007 года перешёл в клуб «Корона» из города Кельце. В команде дебютировал 28 апреля 2007 года в матче против «Одры» из Водзислава-Слёнски (0:1), пропустил гол от Якуба Гжегожевского.

### Карьера в сборной
В национальной сборной Польши дебютировал 7 февраля 2009 года в товарищеском матче против Литвы (1:1), Цежняк начал матч в основе на 26-й минуте ему забил гол Арунас Климавичюс, на 46-й минуте он был заменён на Себастьяна Пшировского.

## Личная жизнь
Любимое блюдо — флячки. Любимый футболист — Ежи Дудек.

## Достижения
Легия:
- Обладатель Кубка Польши (1): 2015/16